# Suchedniów
Suchedniów este un oraș în Polonia.